# Alessandro Santos
Alessandro Santos, född 20 maj 1977 i Maringá, Brasilien, är en brasiliansk-japansk fotbollsspelare.